# 궁리자오
궁리자오(중국어 간체자: 巩立姣, 정체자: 鞏立姣, 병음: Gǒng Lìjiāo, 한자음: 공립교, 1989년 8월 19일~)는 중화인민공화국의 육상 선수로 주 종목은 포환던지기이다. 2020년 하계 올림픽에서 여자 포환던지기 금메달을 획득했으며 2012년 하계 올림픽과 2008년 하계 올림픽에서 각각 같은 종목 은메달과 동메달을 획득했다. 또한 세계 육상 선수권 대회에서 금메달 2개를 포함하여 총 메달 8개를 획득했다.